# Cotinis pauperula
Cotinis pauperula är en skalbaggsart som beskrevs av Hermann Burmeister 1847. Cotinis pauperula ingår i släktet Cotinis och familjen Cetoniidae. Inga underarter finns listade i Catalogue of Life.